# De ofrivilliga
De ofrivilliga är en tragisk filmkomedi från 2008 av regissören Ruben Östlund. I filmen utspelar sig fem parallella historier om gruppens påverkan på individen.
Filmen var Sveriges Oscarsbidrag 2009.

## Handling
Det är tidig sommar i Sverige. Den ofta berusade Leffe gillar att visa sig häftig för sina vänner och göra vilda upptåg. En rättrådig lärararinna vet inte var hon ska dra gränsen mot sina kollegor som enligt henne behöver vägledning. Två tonåriga tjejkompisar gillar att festa och posera sexigt för bilder. En natt hittar en främling en av tjejerna avsvimmad och berusad i en park.

## Rollista
Roller i urval:
- Vilmar Björkman – Villmar
- Maria Lundqvist – skådespelerskan
- Linnéa Cart-Lamy – Linnéa
- Sara Eriksson – Sara
- Cecilia Milocco – lärarinnan
- Leif Edlund Johansson – Leffe

## Priser och nomineringar
- Filmfestivalen i Cannes 2008 – i tävlan i avdelningen Un certain regard
- Stockholms Filmfestival 2008 – belönad för bästa manus och publikpriset Star Audience Award